# Isòtops del tennes
El tennes (Ts) no té cap isòtop estable.

## Taula
| Símbol del núclid | Z(p)                | N(n)                | massa isotòpica(u)  | període de semidesintegració | Espín nuclear | composició isotòpics representativa (fracció molar) | rang de variació natural (fracció molar) |
| Símbol del núclid | energia d'excitació | energia d'excitació | energia d'excitació | període de semidesintegració | Espín nuclear | composició isotòpics representativa (fracció molar) | rang de variació natural (fracció molar) |
| ----------------- | ------------------- | ------------------- | ------------------- | ---------------------------- | ------------- | --------------------------------------------------- | ---------------------------------------- |
| 291Ts             | 117                 | 174                 | 291.20656(95)#      | 0.97 ns                      |               |                                                     |                                          |
| 292Ts             | 117                 | 175                 | 292.20755(101)#     | 1 ns                         |               |                                                     |                                          |
| 293Ts             | 117                 | 176                 |                     | 14 (+11, -4) ms              |               |                                                     |                                          |
| 294Ts             | 117                 | 177                 |                     | 78 (+370, -36) ms            |               |                                                     |                                          |